# Ameis (Gemeinde Staatz)
Ameis ist eine Ortschaft und eine Katastralgemeinde der Marktgemeinde Staatz in Niederösterreich. Die Ortschaft hat 326 Einwohner (Stand 1. Jänner 2024). Bis Ende 1965 war Ameis eine eigenständige Gemeinde.

## Geografie
Das Dorf zwischen Staatz und Kleinhadersdorf erstreckt sich längs der Poysdorfer Straße in Ost-West-Richtung und von einer in der Ortsmitte anzweigenden Straße nach Süden. Die historische Bedeutung des Ortes erkennt man an der dem heiligen Nikolaus geweihten Pfarrkirche Ameis mit einem massiven Wehrturm aus dem 12. Jahrhundert. Die Außenwand der Apsis ziert ein kleines Relief mit figuralen Szenen aus der Bibel. Im südöstlich außerhalb des Ortes liegenden Kellergassensystem stehen auf einer Strecke von etwa einem Kilometer 86 Gebäude dicht nebeneinander.

## Geschichte
Im Jahr 1822 wurde der Ort als Dorf mit 90 Häusern genannt, das über eine Pfarre und eine Schule verfügte. Die Herrschaft Asparn besaß die Ortsobrigkeit, übte die Landgerichtsbarkeit aus und besorgte die Konskription. Die Untertanen und Grundholde des Ortes gehörten den Herrschaften Staatz, Hagenberg, Minoritenkloster und Asparn an der Zaya.
Laut Adressbuch von Österreich waren im Jahr 1938 in der Ortsgemeinde Ameis ein Bäcker, ein Binder, ein Dachdecker, zwei Fleischer, ein Friseur, zwei Gastwirte, drei Gemischtwarenhändler, zwei Landesproduktehändler, ein Schlosser, zwei Schmiede, zwei Schneider und drei Schneiderinnen, zwei Schuster, ein Tischler, ein Viehhändler und drei Weinhändler ansässig. Weiters gab es im Ort eine Ziegelei.
Mit 1. Jänner 1966 wurden im Zuge der Niederösterreichischen Kommunalstrukturverbesserung die bis dahin selbständigen Gemeinden Ameis, Enzersdorf bei Staatz, Ernsdorf bei Staatz, Waltersdorf bei Staatz und Wultendorf nach Staatz eingemeindet.

## Sehenswürdigkeiten
- Pfarrkirche Ameis, hl. Nikolaus, gotischer, barockisierter Bau mit mächtigem Turm

## Persönlichkeiten
- Matthias Partik (1869–1935), Kaufmann und Politiker, wurde hier geboren